# Antonia Moreno Leyva

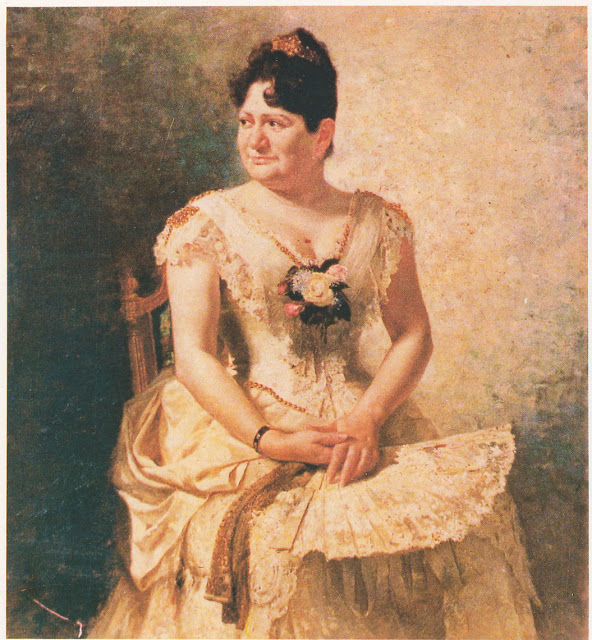
Antonia Moreno

Antonia Moreno Leyva (1848-1916) foi a primeira-dama do Peru de 1886 a 1890 pelo seu casamento com o presidente Andrés Avelino Cáceres .
Antes de ser presidente, o seu esposo participou na Guerra do Pacífico 1879-1883. Ela acompanhou-o na campanha de Breña de 1881. Durante a ausência do seu esposo, ela participou activamente na guerra e comandou batalhões. Ela é a única mulher a ser sepultada na Cripta de los Héroes del Cementerio Presbítero Maestro, um cemitério de heróis de guerra, depois de uma permissão especial ter tornado isso possível.